# Polnische Küche

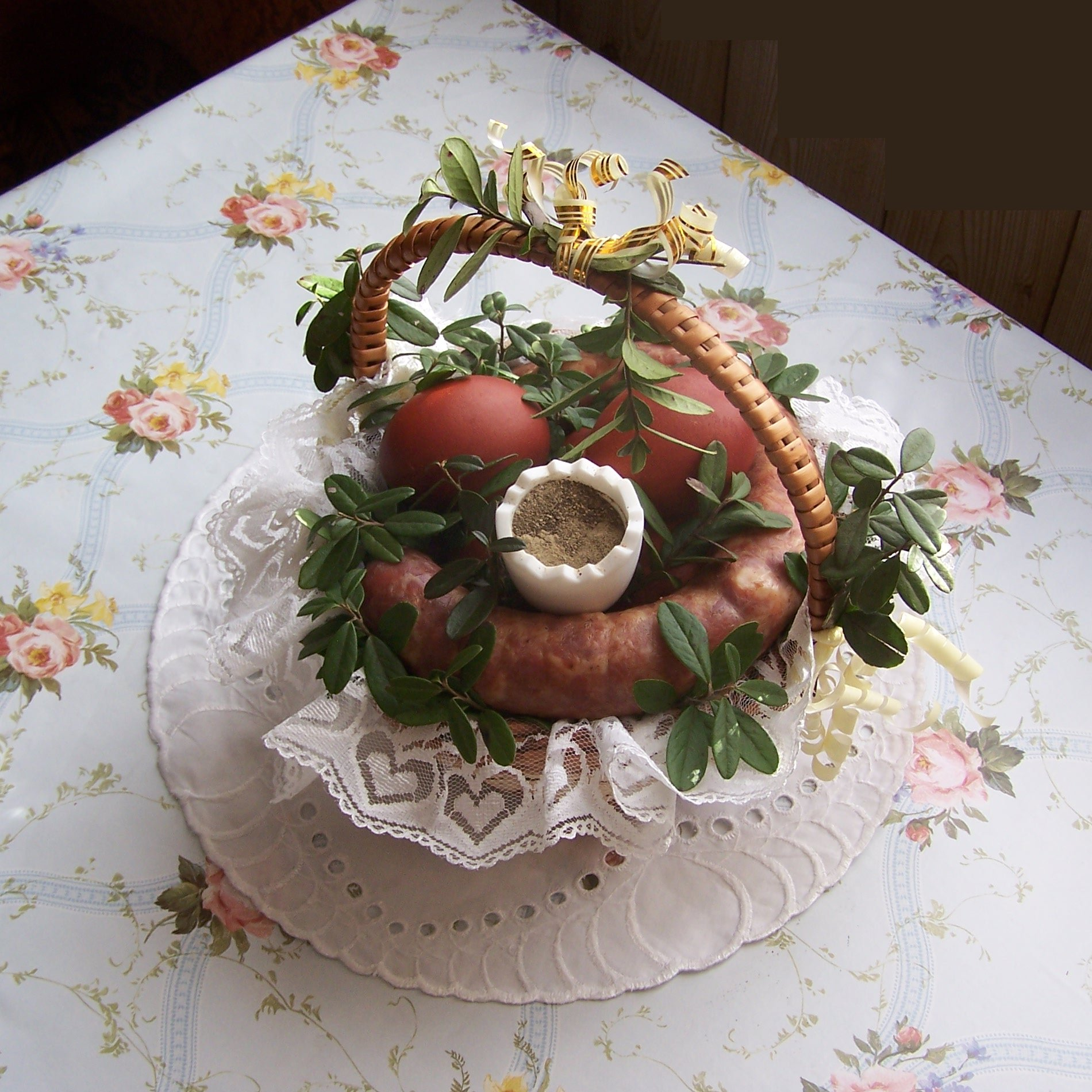
Święconka; Speisensegnung – Teil des Osterfrühstücks

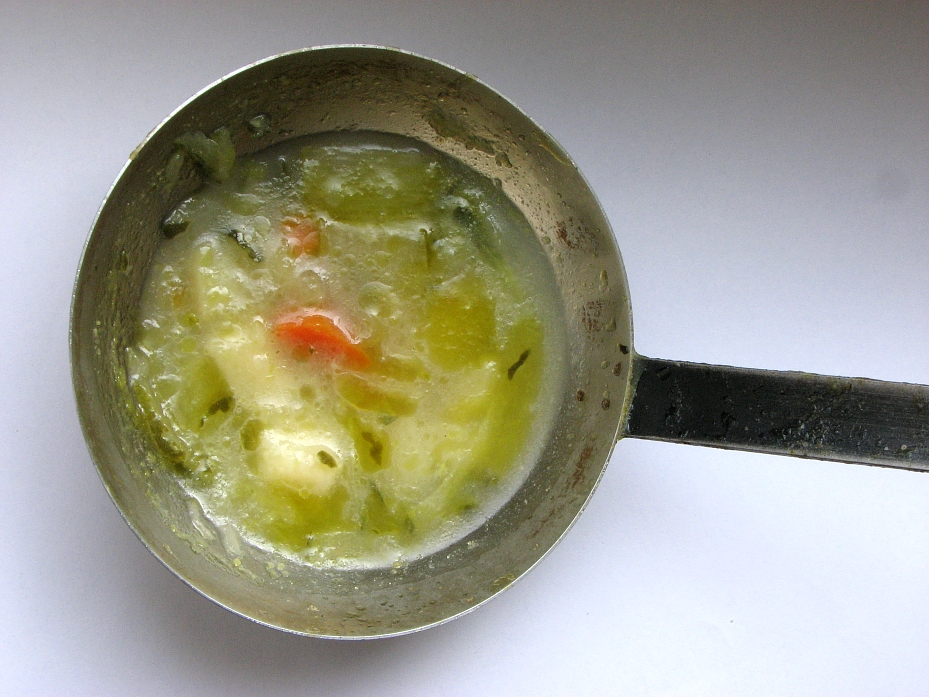
Zupa ogórkowa – polnische Gurkensuppe

Die polnische Küche ist mit den Küchen der östlichen Nachbarländer Polens verwandt, weist aber auch zu den anderen mitteleuropäischen sowie nordeuropäischen Küchen einige Parallelen auf. In den Eigenheiten der polnischen Küche spiegeln sich die historische Kultur des Adels und der Bauern des Landes ebenso wider wie seine geografischen Gegebenheiten. Dabei folgt die nationale Küche Polens einem über Gerichte und Essgewohnheiten definierten einheitlichen Standard – trotz vorhandener Einflüsse anderer kulinarischer Traditionen und einer Vielzahl regionaler Varianten und Besonderheiten.

## Mahlzeiten und Essgewohnheiten

### Allgemeines
Gefrühstückt wird meist Brot, Tee, Wurst, Weißkäse und Käse sowie frische Gurken, Tomaten und Zwiebeln, sonntags ergänzt mit Rührei. Dabei werden die Beilagen häufig extra gereicht. Die Hauptmahlzeit des Tages ist warm und wird in der Regel am späteren Nachmittag eingenommen. Sie besteht im Allgemeinen aus einer Suppe und dem Hauptgericht. Abends ist erneut eine Mahlzeit mit Brot und Wurst üblich, dazu Gemüse wie z. B. Salzgurken und marinierte Pilze. In Polen ist auch die Zwischenmahlzeit üblich.
Die christlichen Feste Weihnachten und Ostern sind auch kulinarisch besonders herausgehobene Anlässe im Jahreskalender. Zur polnischen Tradition des Heiligen Abends gehört ein mehrgängiges und fleischloses Festmenü. Dieses Menü besteht oft aus zwölf Speisen einschließlich Karpfen, Erbsen, Pilzen, Mohn, Backobst und Reis, die unter anderem auf die zwölf Jünger Jesu bezogen sind. Jeder Tischgast sollte dabei von jeder Speise etwas probiert haben. Traditionell bleibt an Heiligabend ein Platz für einen gegebenenfalls unerwartet eintreffenden Gast frei. Am Ostersonntag wird hingegen ein festliches Osterfrühstück mit polnischer Weißwurst, Eiern, Schinken und Osterbabka zelebriert, in dessen Zentrum das Święconka steht, ein Korb mit zuvor vom Priester gesegneten Speisen.

### Küche der polnischen Berge
Sie erstrecken sich auf dem beskidischen Oberland entlang der Vorgelände des polnischen Hochlands über den nördlichen Karpatenbogen zwischen den Staaten Tschechien, Slowakei und Ukraine. Den westlichen Teil des Tatragebirges zwischen der Dunajec und Bialka nennt man auch das Podhale. Im Westen liegt die Grenze an einer Linie zwischen Żywiec, Cieszyn, Bielitz und Oświęcim. Zwischen der Niedere Beskiden im Norden und das Podhale im Westen umschließt diese Region mit ihrer traditionellen lemkischen Küche. Überall in den Vorkarpaten wurden Salz, Kren, Kumin, Essig und Honig schon im Mittelalter zu den nahezu wichtigsten Gewürze für Speisen der vornehmen Küche. Daneben finden sich seit der Mitte des 16. Jh. Pfeffer, Paprika, Knoblauch, Piment und Lorbeerblatt. Zu den Spezialitäten in Podhale und Vorkarpaten gehören Sauerkrautsuppe mit Rippe, Bergkotelette mit Schafskäse Oscypek oder aromatisierte beskidische Lebkuchen. Durch die lange Zeit war Galizien auf die verschiedenen kulinarischen Einflüssen aus ganz Österreich-Ungarn gegenüber aufgeschlossen. So findet man in Vorkarpaten ungarisches Gulasch ebenso wie Wiener Schnitzel, Eisbein, Pischinger Torte, Schmarrn, Spätzle oder ruthenische Piroggen. Als typisches vorkarpatisches Getränk gilt Bier, gibt es vor allem althergebrachte Biermarken: Żywiec, Leżajsk und Okocim. Das erste gedruckte Kochbuch für galizisch-vorkarpatische Küche ist die Książka kucharska von Johann Pellar aus dem Jahre 1866 (Reprint Rzeszów 1885).
Die meisten geschützten traditionellen Spezialitäten gibt es im äußersten Südosten Polens in der Woiwodschaft Karpatenvorland.

## Typische Gerichte (Auswahl)

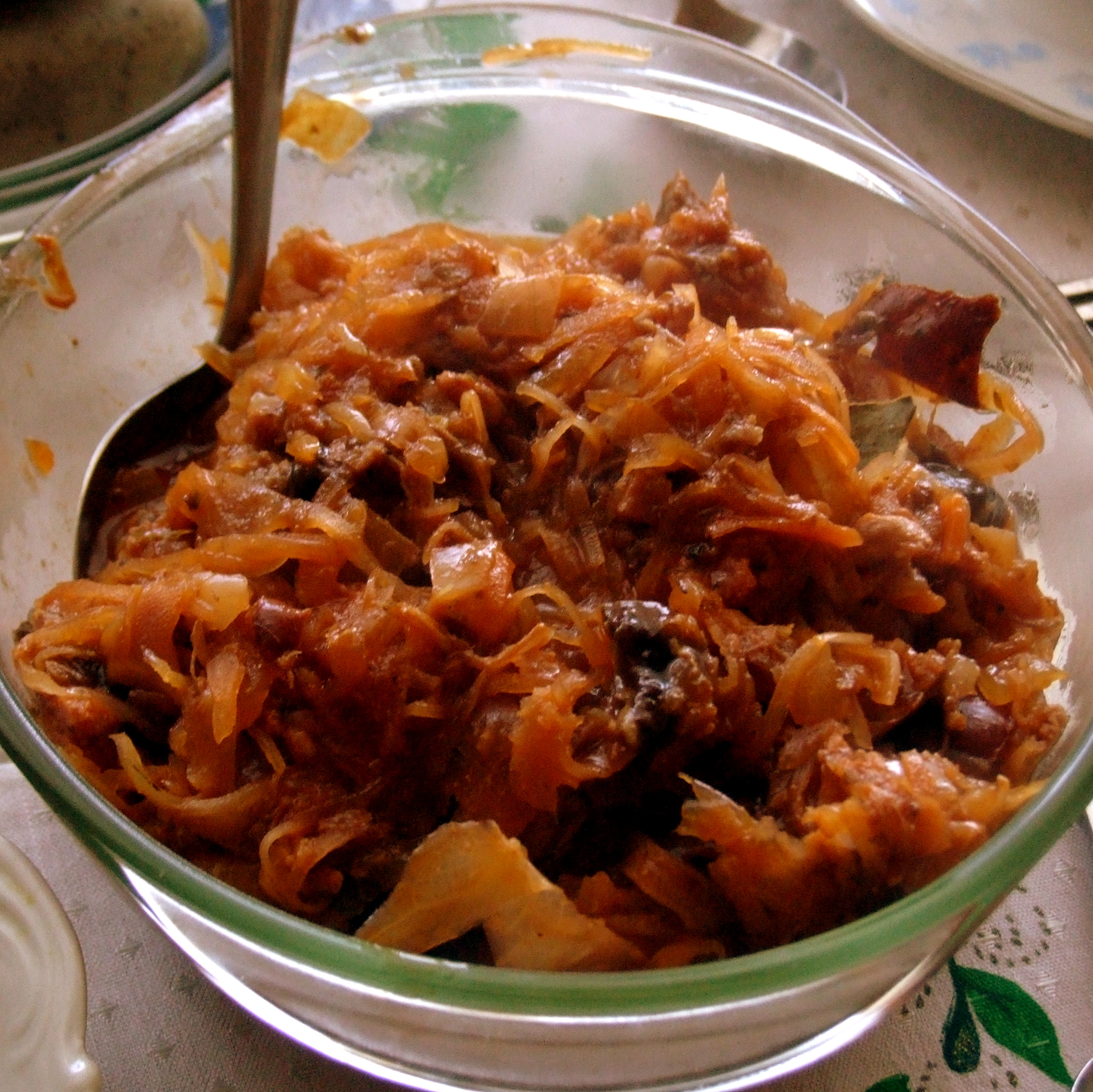
Bigos – traditioneller Schmoreintopf

- Bigos – polnisches Nationalgericht; Schmoreintopf aus Sauerkraut und Weißkohl, mit mehrerlei Fleisch (Rind, Wild, Schwein) und verschiedenen Wurstsorten, mit Waldpilzen und Karotten, Pfeffer, Piment, Lorbeer, Tomatenmark. Das Gericht ist jahrhundertealt, wird wegen seiner Haltbarkeit geschätzt und besonders gern im Winter gekocht und gegessen;
- Pierogi – („Piroggen“); polnisches Nationalgericht; halbrunde Teigtaschen mit verschiedenartigen Füllungen (siehe unten);
- Barszcz – polnisches Nationalgericht; klare tiefrote Suppe aus Roter Bete. Sie wird zu Krokiety oder Kołaczyki aus der Tasse getrunken oder als Tellergericht mit Uszka serviert
- Żurek – typisch polnisches Gericht; säuerlich-würzige Suppe aus vergorenem Roggenschrot, mit Majoran und unterschiedlichen Zutaten wie gekochten Eiern, Knoblauch, Kartoffeln und Wurst;
- Zrazy oder Rinderroulade – gefüllte und geschmorte Fleischwickel, meist aus Rindfleisch. In die Füllung können Salzgurken, Zwiebeln, Speck, Salz und Pfeffer kommen. Traditionelles Gericht des altpolnischen Adels, das auch zum Frühstück verzehrt wurde;
- Gołąbki – („Täubchen“); geschmorte oder gebackene Kohlrouladen aus Weißkohl, mit Gehacktem und Reis oder Buchweizen gefüllt, häufig mit Tomatensoße oder Pilzsoße gereicht;
- Flaki – („Innereien“); ein Kuttelgericht mit in Streifen geschnittenem Rinderpansen und Gemüse wie Karotten, Sellerie und Zwiebeln, mit Majoran, Muskatnuss und oft scharf gewürzt, vergleichbar mit dem ostpreußischen Fleck oder den sächsischen Flecken;
- Pulpety – in Brühe gegarte kleine Hackfleischklopse; der Sud wird mit Gewürzen, Kräutern und Mehl angemacht, häufig reicht man dazu Reis oder Kasza (Buchweizengrütze). Pulpety sind auch als Einlage in Fischsuppen und Flaki verbreitet;
- Kotlet schabowy – Schweinekotelett mit verschiedenen Beilagen, oft mit gestampften Kartoffeln, Dillkartoffeln oder Kopytka sowie geschmortem Weißkohl, Rohkostsalaten und Mizeria (Gurkensalat). Sehr häufig paniert;
- Kaszanka – Blutwurst mit Graupen, wird in heißem Wasser erhitzt oder mit Zwiebeln angebraten serviert.

## Statistische Daten
| Grundnahrungsmittel   | pro Person          | Anmerkung |
| --------------------- | ------------------- | --- |
| Getreideprodukte      | 6,56 kg             | wie 4,35 kg Backwaren, 0,62 kg Kuchen , 0,81 kg Mehl, 0,36 kg Nudeln, 0,18 kg Reis , 0,13 kg Brei monatlich pro Person |
| Milchprodukte         | insgesamt 190 Liter | wie 0,25 kg Butter, 0,52 kg Joghurt, 0,55 kg Quark 0,40 Käse, 3,4 Liter Milch monatlich pro Person, ...                |
| Fleischprodukte       | 5,58 kg             | wie 3,25 kg Schweinefleisch , 2,25 kg Geflügel monatlich pro Person                                                    |
| Gemüse                | 9,98 kg             | wie Kartoffel mit 4,73 kg monatlich pro Person und Kohl, Karotte, Zwiebel, Paprika, Tomaten, ...                       |
| Obst                  | 3,29 kg             | wie Äpfel, die Banane und Saisonfrüchte; Erdbeeren, Heidelbeeren und, Vogel-Kirsche etc.                               |
| Eier                  | 12 Stück            | wie Rührei, ... |
| Speisefisch           | 0,43 kg             | wie Hering, Dorsch, Lachs, Karpfen, Seelachs, ...                                                                      |
| Zucker                | 1,65 kg             | wie Zucker, Honig etc.                                                                                                 |
| Alkoholfreie Getränke | 8 Liter             | mit 4,5 Liter Mineralwasser, Limonade, Obst- oder Gemüsesäften monatlich pro Person                                    |
| Bier                  | 8,2 Liter           | wie Żywiec, Tyskie, ...                                                                                                |

## Gewürze und Kräuter
Hauptgewürz neben Pfeffer ist in Polen der Majoran. Auch Dill, Piment, Muskatnuss und Petersilienwurzel sind Bestandteil zahlreicher Speisen. Salzkartoffeln etwa isst man bevorzugt als Dillkartoffeln mit zerlassener Butter, während sich die Petersilienwurzel als Zutat in vielen Brühen, Suppen, Marinaden und Soßen wiederfindet. Koriander ist ebenfalls sehr gefragt, unter anderem bei der Wurstherstellung. Meerrettich, Senf und Essig sind genauso beliebt wie Knoblauch, Wacholder, Lorbeerblatt und Kümmel. Genutzt werden traditionellerweise auch die Eigenschaften von Milchsäure. Ferner verwendet man in der polnischen Küche zum Würzen, Marinieren und für Füllungen seit jeher Trockenfrüchte, Honig und Gewürznelken.
Als Backzutat war in früheren Zeiten Safran besonders beliebt und ist es bisweilen heute noch. Die altpolnische Küche zeichnete sich generell durch ihren verschwenderischen Umgang mit teuren Gewürzen aus, vor allem im 17. Jahrhundert.

## Milchprodukte
- Biały ser oder twaróg – („Weißkäse“, „Quark“); dem Hüttenkäse ähnlicher Frischkäse, der vielfach noch in Hausproduktion hergestellt wird;
- Oscypek – ein geräucherter Hartkäse aus Schafsmilch, nur in der Tatra (Südpolen) hergestellt;
- Bryndza – Frischkäse aus Schafsmilch;
- Ser bałtycki und Ser zamojski – („Ostsee-Käse“ und „Zamość-Käse“); zwei Beispiele für Schnittkäse aus Kuhmilch;
- śmietana – schmandartige süße oder saure Sahne;
- zsiadłe mleko – Sauermilch.

Noch vor wenigen Jahrzehnten wurde viel hausgemachte Sauermilch getrunken. Da sich die heute übliche pasteurisierte oder ultrahocherhitzte Milch nicht säuern lässt, trinkt man stattdessen oft Buttermilch oder Kefir. Butter ist in Polen traditionell oft in länglichen, rund gewölbten Stücken erhältlich.

## Suppen

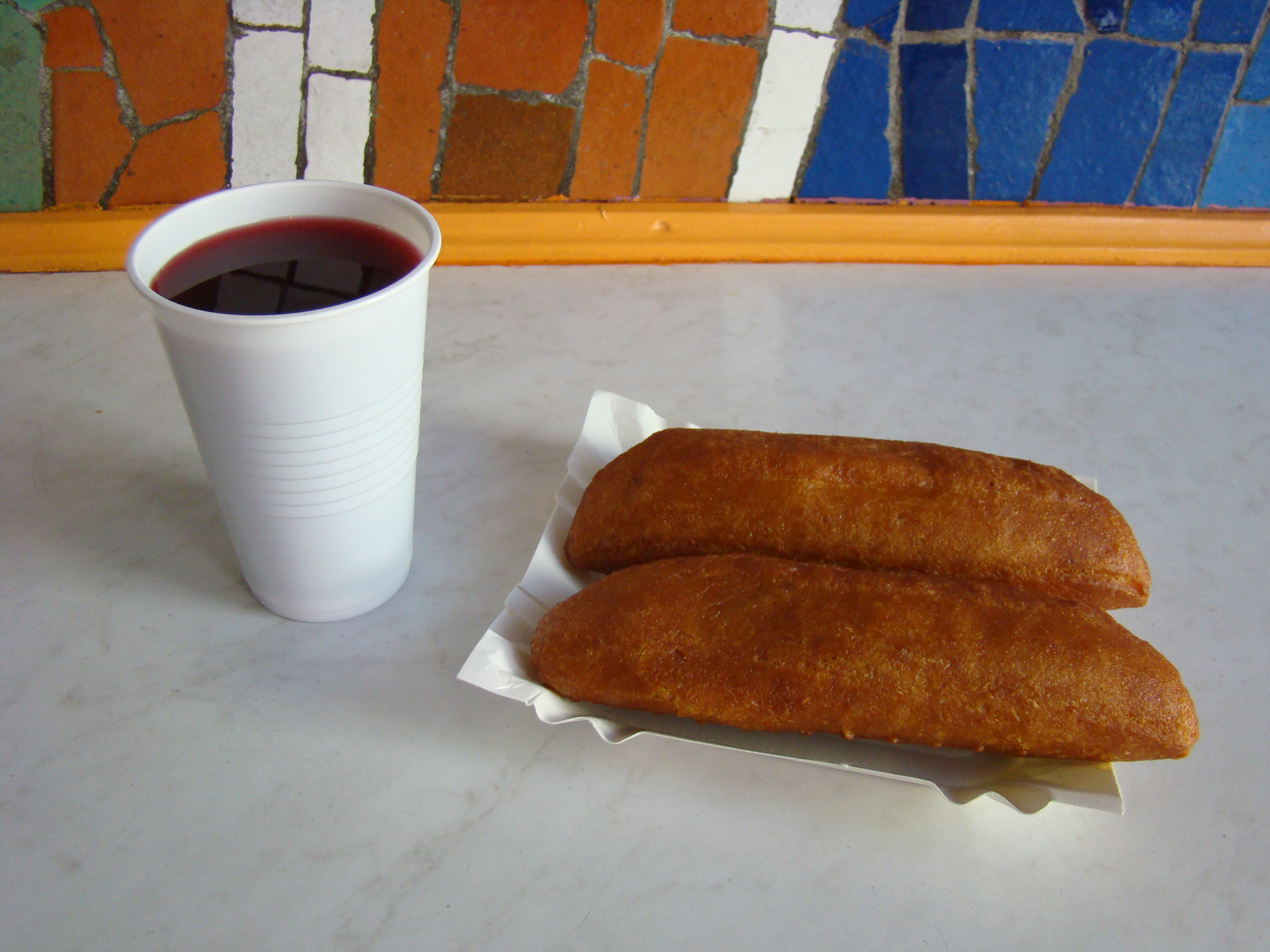
Borschtsch mit Stettiner Pastetchen als Fast Food.

Die polnische Küche kennt viele traditionsreiche Suppen. Erwähnenswert sind neben Barszcz und Żur vor allem Rosół (Hühnerbrühe), Zupa grzybowa (Pilzsuppe), Zupa pomidorowa (Tomatensuppe), Zupa ogórkowa (Salzgurkensuppe), Zupa szczawiowa (Sauerampfersuppe), Kapuśniak (Sauerkrautsuppe), Czernina (Suppe mit Enten- oder Hühnerblut), Krupnik (Graupensuppe), Botwina (Suppe aus jungen Rote-Bete-Pflanzen) und Gramatka oder Faramuszka (Biersuppe aus der Fastentradition). Polnische Suppen sind selten vegetarisch, meist wird als Suppengrundlage Rindfleisch (Suppenfleisch), Geflügel oder Schweinefleisch (Speck, geräucherte Schweinerippchen) verwendet.
Daneben sind in Polen kalte Sommersuppen beliebt. Unter diesen erfreuen sich Fruchtsuppen großen Zuspruchs, wie etwa die traditionelle Zupa jagodowa (Heidelbeersuppe) oder die Chłodnik.

## Fleisch

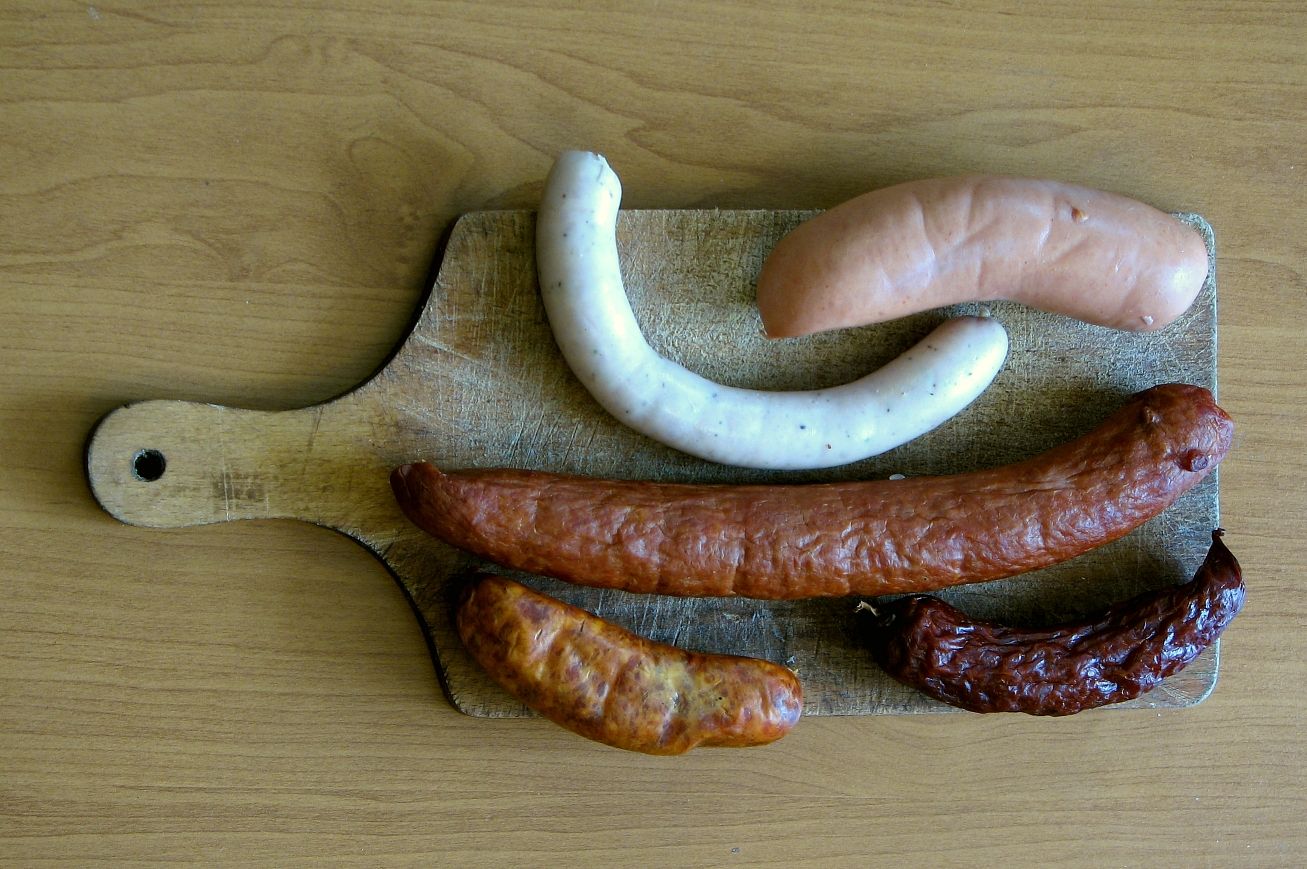
Fünf polnische Wurstsorten (von links unten nach rechts oben): Surowa, Myśliwska, Góralska, Biała, Parówkowa

Fleisch (mięso), insbesondere Schweinefleisch und Rindfleisch, ist von großer Bedeutung. Im Pro-Kopf-Verbrauch von Fleisch hatte Polen jahrelang eine weltweite Spitzenposition inne, bis es von den USA abgelöst wurde.
Es gibt eine große Vielfalt an Fleischgerichten. Rind und Wild werden zumeist mariniert, Braten und Geflügel häufig mit Farcen versehen. Man schätzt in Polen insbesondere das Filet (polędwica) von Schwein und Rind, ebenso Kalbsbraten und Wild- oder Lammrücken (comber). Hase und Fasan gehören zu den beliebtesten Kleinwildarten. Auch Hackbraten und Fleischzubereitungen mit Aspik sind populär. Leber wird gerne geschmort und dient als Basis für diverse Terrinen.
Bekannt sind vor allem traditionelle polnische Wurstwaren (wędliny), etwa Krakauer, Kabanos oder Weißwurst. Von diesen sind nur die wenigsten in deutschsprachigen Ländern erhältlich, dennoch kann eine gleichnamige Wurst (kiełbasa) in Polen und Deutschland oft jeweils unterschiedlich ausfallen. Das polnische Original ist dabei meist fetthaltiger und wird häufig eine feine Knoblauchnote aufweisen. So versteht man in einigen Gegenden Deutschlands unter einer Krakauer eine lange Grill- oder Bratwurst von etwa 2 cm Dicke. In Polen hingegen ist die Krakauer eine kurze 4 bis 5 cm dicke Räucherwurst, welche vor allem als Aufschnitt zum Frühstück oder Abendbrot gereicht wird. Der deutschen Krakauer entspräche in Polen eher der Kabanos oder eine andere Wurstsorte. Die Erzeugung von Fleischwaren für die Wurstproduktion erfolgt meist durch extensive Schweinehaltung vieler Kleinbetriebe.
Huhn und Ente sind beliebte Geflügelarten. Die im Ausland stark nachgefragte polnische Mastgans (gęś) zum Martinstag oder Weihnachtsfest ist in Polen am Heiligen Abend nicht oder nur sehr selten anzutreffen. Das hängt mit der katholischen Speisetradition zusammen, an Heiligabend kein Fleisch zu essen. Am ersten oder zweiten Weihnachtstag findet man die Gans schon eher, wobei gefüllter Truthahn (indyk) meist bevorzugt wird.
Einige typische Fleischgerichte:
- Golonka (dt. Eisbein);

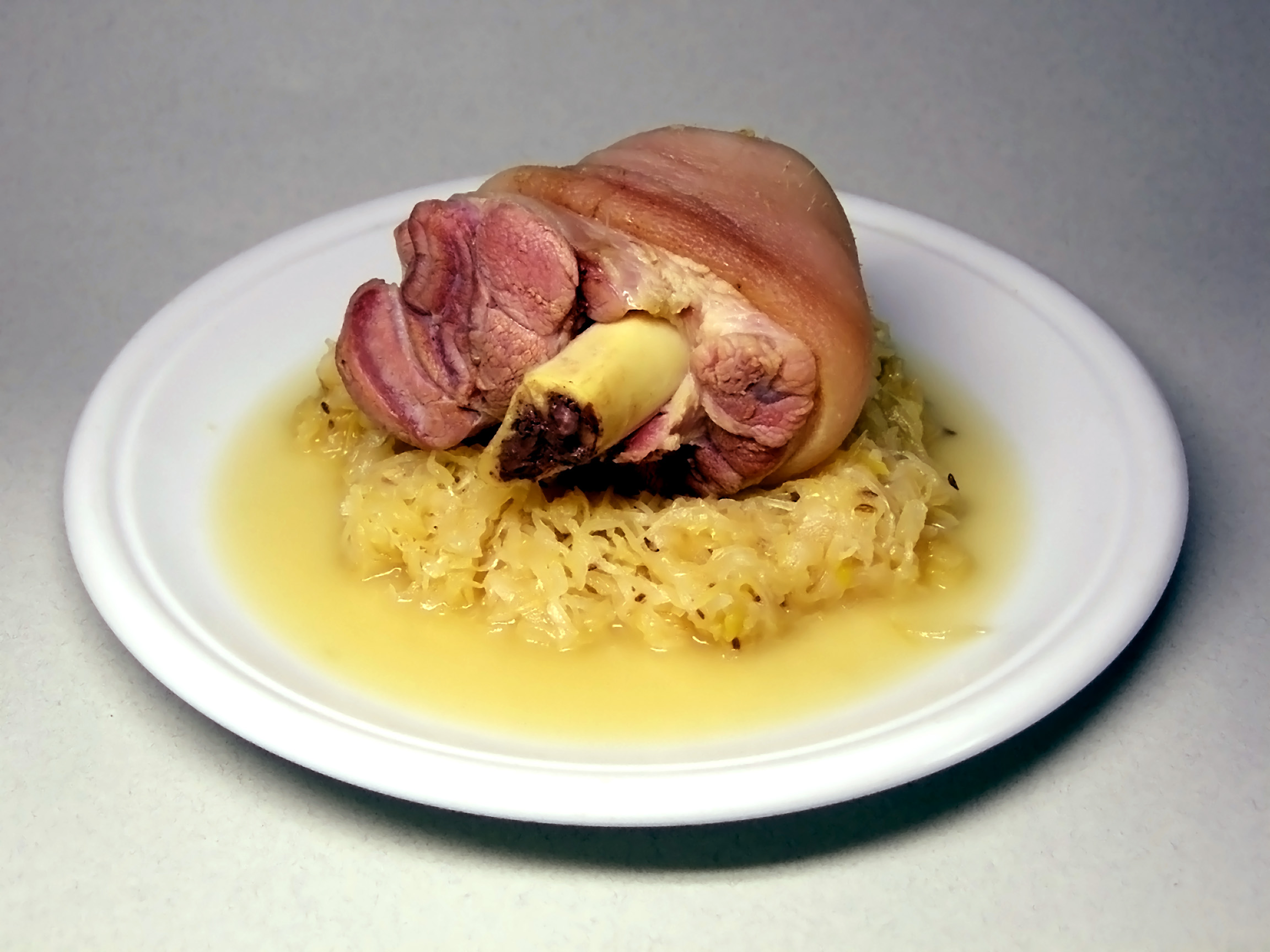
Gepökeltes Eisbein (poln. golonka)

- Pieczeń na dziko – „Braten nach Wildart“; Schweine-, Rinder- oder Lammbraten, über längere Zeit in Weißwein, Zitronensaft, Wacholder, Piment, Lorbeer und Gewürznelken mariniert, mit einer Soße aus Bratensaft, Zwiebeln und Weißdornmarmelade;
- Pieczeń huzarska – „Husarenbraten“; Rinderbraten, während des Bratens mit Einschnitten versehen, in denen eine Füllung aus Brot, Eiern und Kräutern mitgart;
- Zając w śmietanie – „Hase in Sahne“; altpolnisches Traditionsgericht; ausgenommener Hase, zuerst in Buttermilch, anschließend in Gemüse mariniert, dann mit Pilzen im eigenen Saft gebraten, zum Abschluss mit Sauerrahm verfeinert;
- Bażant po staropolsku – „Fasan altpolnischer Art“; ausgenommener, gespickter und mit Speckstreifen umwickelter Fasan, gebraten und im eigenen Federkleid angerichtet;
- Kaczka z jabłkami – „Ente mit Äpfeln“; altpolnisches Traditionsgericht; ausgenommene gebratene Ente, mit Apfelspalten oder ganzen Äpfeln mit Moosbeerenfüllung zubereitet, dazu geriebene Rote Bete;
- Żeberka w miodzie – „Rippchen in Honig“; in Honig marinierte oder mit Honig gewürzte Schweinerippchen nach verschiedenen Rezepten;
- Pieczeń rzymska – „Römerbraten“; Hackbraten, sehr häufig mit hartgekochten Eiern, manchmal im Teigmantel.

## Fisch

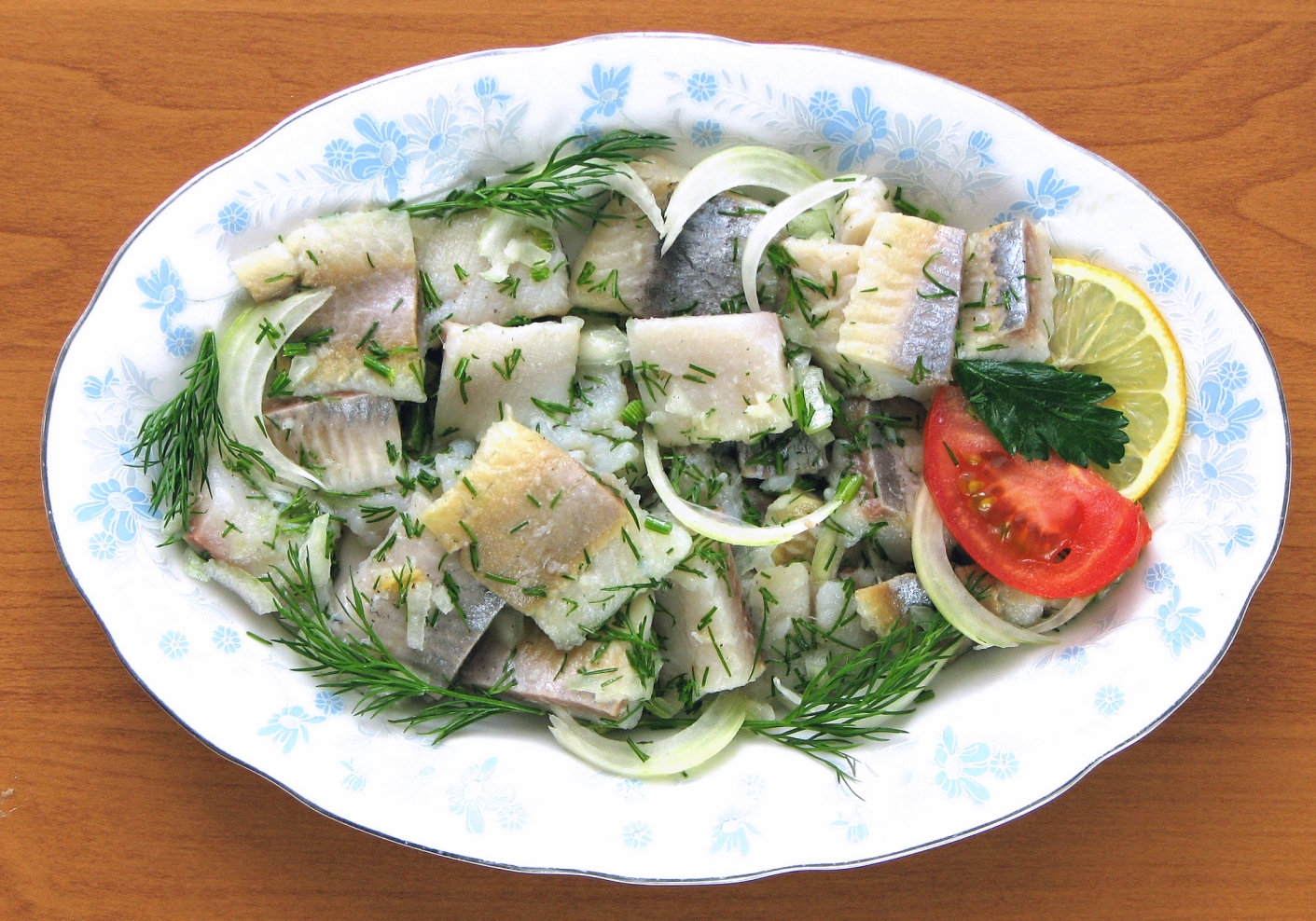
Hering mit Dill

Fisch (ryba) spielt in der polnischen Küche eine vergleichsweise wichtige Rolle. Die beliebtesten Speisefische in Polen sind Hering (śledź) und Dorsch (dorsz), die beide in der Ostsee vorkommen. Die Zubereitungsarten besonders für Hering sind vielfältig, aus allen Regionen Polens gibt es traditionelle Heringsrezepte. Karpfen (karp) wird vor allem an Heiligabend und Weihnachten gegessen und meist in Mehl gewendet gebraten. Beliebt sind aber auch Karp po żydowsku („Karpfen nach jüdischer Art“) mit Karotten, Mandeln und Rosinen oder Karp w galarecie („Karpfen in Aspik“). Ferner gehören heimische Flusskrebse zur Küchentradition.
Eine Besonderheit stellen Pangasius, ein im Süßwasser lebender Haiwels aus Südostasien, und der zu den antarktischen Krokodileisfischen zählende Bändereisfisch (Champsocephalus gunnari, polnisch kergulena oder kargulena) dar, der vor den Kerguelen im südlichen Indischen Ozean gefangen wird. Beide Fischarten werden in Polen gerne zubereitet. Eine weitere Besonderheit ist die Popularität und Verbreitung von eingemachter Fischleber wie etwa Dorschleber.
Daneben sind die Fischgründe der zahllosen nordpolnischen Seen von Bedeutung, zumal diejenigen der Masurischen Seenplatte und der Pommerschen Seenplatte, aber auch viele Flussläufe und Altarme im Einzugsgebiet von Weichsel, Oder, Pregel und Memel. Aus diesen Gewässern finden zahlreiche Süßwasserfische ihren Weg in die Küche. Die Bandbreite reicht von Wels, Zander, Hecht und Aal über Schleie, Flussbarsch und Brachse bis hin zur Forelle. In der Teichwirtschaft, die besonders in Niederschlesien, Großpolen und Pommern eine Rolle spielt, widmet man sich vor allem der Zucht von Karpfen, Schleie, Forelle und Krebsen.
Einige typische Fischgerichte:
- Śledzie korzenne – „Gewürzheringe“; Salzheringe in einer Marinade aus Öl und Gewürzen, unter anderem Pfeffer, Piment, Wacholder und Lorbeer;
- Hekele – aus gehackten Heringsfilets und gehackten hartgekochten Eiern, mit Zwiebeln und Gewürzen. Eine Variante bekannt als Tatar śledziowy – „Heringstatar“;
- Karp po warszawsku – „Karpfen Warschauer Art“; gebackener Karpfen entweder mit einer Füllung aus Gemüse, Wein, Äpfeln und Gewürzen oder in einer entsprechenden Soße;
- Sandacz po polsku – „Zander polnischer Art“; ganzer ausgenommener Zander, im eigenen Sud mit Gemüse gekocht, mit einer Garnitur aus zerlassener Butter und gehackten hartgekochten Eiern;
- Ryba po mazursku – „Fisch masurischer Art“; überbackener Fisch mit einer Soße aus Pilzen, Zwiebeln, Salzgurken und Käse;
- Ryba po tatarsku – „Fisch tatarischer Art“; gebratener oder gedünsteter Fisch entweder mit Sauce tartare oder in Zwiebelsaft, Butter, Zitrone und Kapern;
- Ryba po grecku – „Fisch griechischer Art“; Fischfilets mit einer Soße aus Gemüse, Tomatenmark und/oder frischen gehackten Tomaten, Petersilienwurzel und Kräutern.

## Pilze und Gemüse

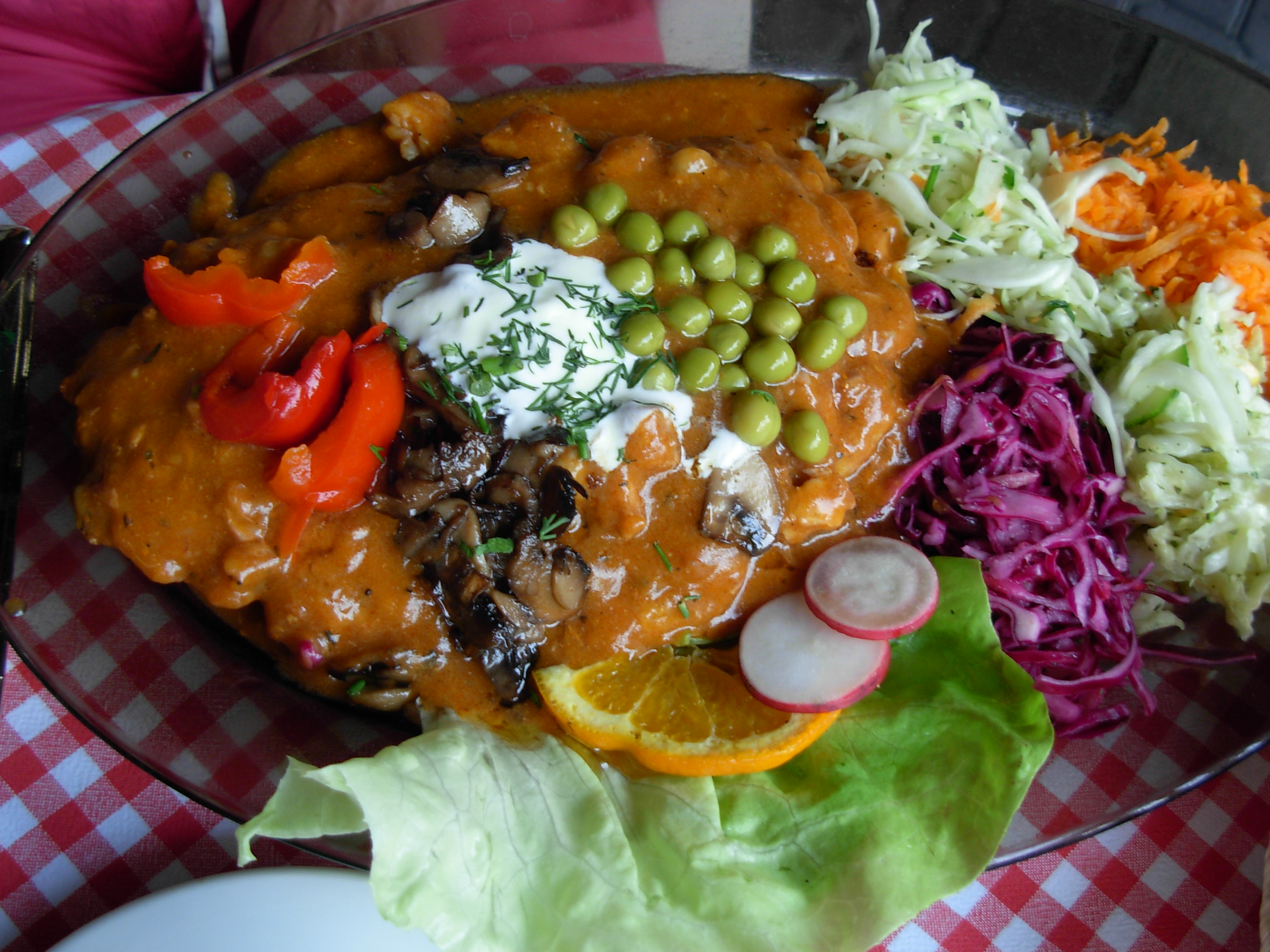
Kotlet (Kotelett) mit Pilzen, einer Auswahl typischer Soßen und Rohkostsalat

Da Polen sehr waldreich ist, bilden Pilze (grzyby) seit jeher ein grundlegendes Element der polnischen Esskultur. Waldpilze wie Steinpilz, Maronenröhrling, Butterröhrling, Edelreizker oder Pfifferling werden als Suppe oder Ragout gegessen, zu Pilzbrühe verarbeitet oder getrocknet und sind eine wichtige Zutat zu Füllungen und zahlreichen Fleischgerichten und Eintöpfen.
Auch Waldbeeren sind im Überfluss vorhanden und spielen eine wichtige Rolle, vor allem Heidelbeeren, Himbeeren und Preiselbeeren. Aus Himbeeren, Holunderbeeren und Aroniabeeren wird Saft gewonnen.
Gekochter oder geschmorter Weißkohl (kapusta) ist nach Kartoffeln und Zwiebeln das Hauptgemüse der polnischen Küche, gegessen werden jedoch auch viele weitere Gemüsesorten, vor allem Blumenkohl, Rosenkohl, Erbsen, Kichererbsen, Bohnen, Karotten, Lauch, Sellerie, Salat und Tomaten. Insbesondere Rote Bete (burak) gilt als typisch polnisch. Man schätzt sie als Beilage vor allem in Form von buraczki (gerieben, unter Zugabe von Essig gekocht und warm serviert) oder als ćwikła (mit Meerrettich zubereitet und kalt serviert, häufig zum Osterfrühstück). Auch die Gurke (ogórek), oft in Verbindung mit Dill (koper), ist ein althergebrachtes polnisches Lebensmittel. Salzgurken und Sauerkraut werden viel gegessen und in zahlreichen Gerichten verarbeitet. Charakteristisch sind ferner surówki, Rohkostzubereitungen aus verschiedenen Kohl- und Gemüsesorten mit pikanten Soßen, die zu zahlreichen Gerichten gereicht werden. Ebenso verbreitet sind Gemüse- und Eiersalate mit Mayonnaise oder Sahne, zumal Mizeria, ein populärer Gurkensalat.
Gekochtes Gemüse wird noch meist voll durchgegart – die bissfeste Zubereitung ist selten zu finden. Häufig wird gekochtes Gemüse mit in Butter gebräunten Semmelbröseln serviert. Diese Art der Garnitur wird in der internationalen Küche als Beurre à la polonaise bezeichnet.

## Teigprodukte

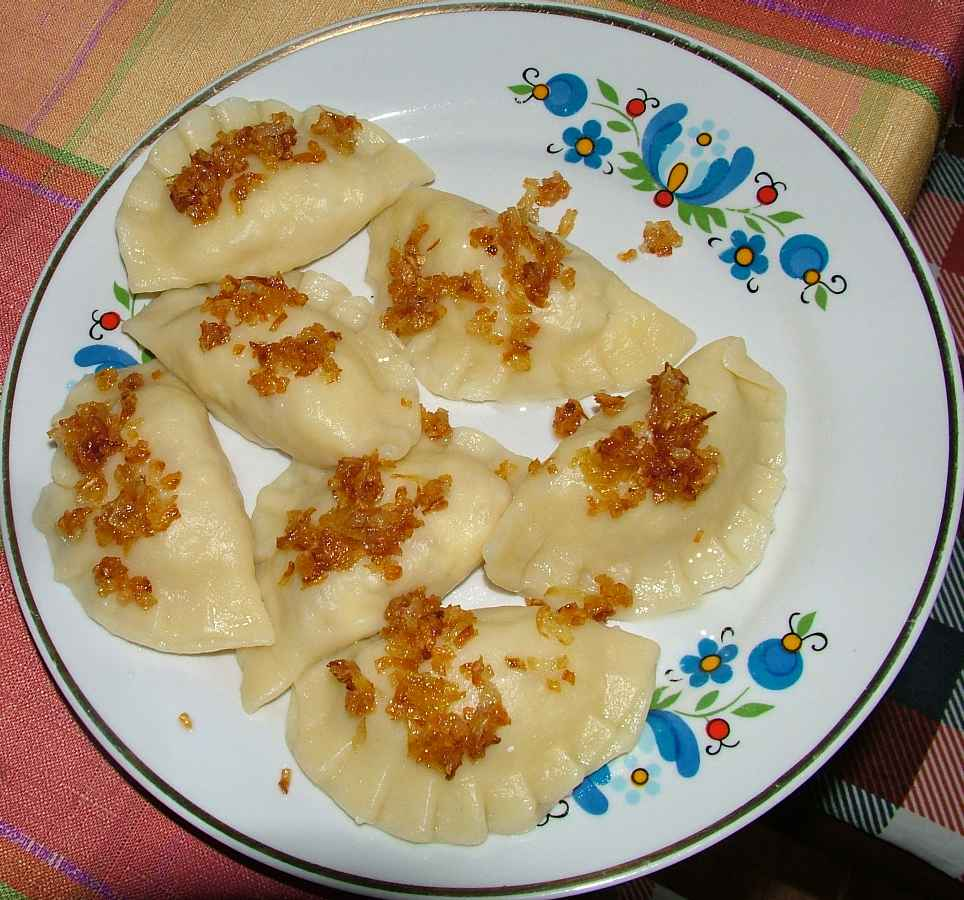
Polnische Pierogi Ruskie (Piroggen ruthenische Art) in der kulinarischen Tradition der ehemaligen polnischen Ostgebiete (Kresy).

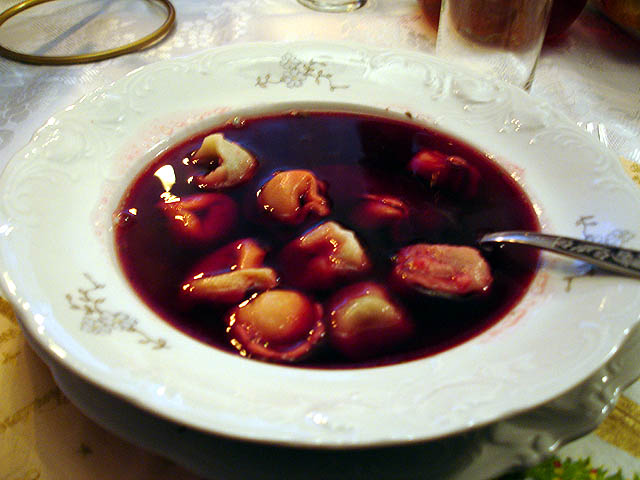
Barszcz mit Uszka – polnisches Nationalgericht.

Teigprodukte haben in der traditionellen polnischen Kochkunst eine herausgehobene Stellung und werden ähnlich geschätzt wie etwa in der italienischen Küche. Sie dienen als Beilagen zu Fleisch- und Pilzgerichten und als Suppeneinlagen, man behandelt sie mit Vorliebe aber auch als eigenständige Speisen. Die polnische Küche kennt verschiedene Arten von Teigtaschen und spezifischen Klößen und Nudeln, die regional in teils unterschiedlicher Ausprägung hergestellt werden, und liebt außerdem Eierpfannkuchen und Hefepfannkuchen besonders. Sie steht in dieser Hinsicht einerseits den übrigen slawischen Küchen Osteuropas, andererseits aber auch der böhmischen, bayerischen und schwäbischen Küche nahe. Wie die russische, die belarussische und die ukrainische Küche hat auch die Küche Polens im Mittelalter Techniken der Teigverarbeitung aus dem Fernen Osten (China, Mongolei) übernommen, worauf die seit dem 13. Jahrhundert überlieferte Tradition der Pierogi-Herstellung zurückgeht. Wareniki und Pelmeni sind die ukrainischen und russischen Verwandten der Pierogi.
Hauptspeisen:
- Pierogi – („Piroggen“); polnisches Nationalgericht; gekochte oder geröstete halbrunde Teigtaschen mit Randverzierung und verschiedenen Füllungen. Die beliebtesten Sorten sind Pierogi z kapustą i grzybami mit Kraut, Zwiebeln und Pilzen, Pierogi ruskie („ruthenische Pierogi“ aus dem früheren Ostpolen – stellen die Verbindung zu Wareniki und Pelmeni her) mit Kartoffeln, Zwiebeln und Weißkäse, Pierogi z mięsem mit Zwiebeln und Fleisch und Pierogi z kaszą gryczaną i serem mit Buchweizen, Speck und Weißkäse. Unter den süßen Sorten sind Pierogi z serem mit süßem Weißkäse und Pierogi z jagodami mit Heidelbeeren die populärsten;
- Kołduny – ähnlich wie Pierogi, nur kleiner und aus litauischer und tatarischer Tradition. Bekannt sind in Polen vor allem Kołduny po litewsku („Kołduny litauischer Art“) mit einer Füllung aus Rindfleisch und Rindernierenfett (Talg);
- Pyzy – runde Kartoffelklöße mit einer Füllung aus Rindfleisch und Zwiebeln;
- Knedle – („Knödel“); Zwetschgenknödel. Ursprünglich aus der böhmischen und österreichischen Küche, serviert mit Beurre à la polonaise;
- Naleśniki – Eierpfannkuchen, häufig mit Weißkäse gefüllt, Heidelbeeren oder mit Marmelade gefüllt;
- Racuchy – Hefepfannkuchen, häufig mit eingelassenen Apfelstücken oder auch Heidelbeeren;
- Omlet – („Omelett“); polnisches Omelett (soufflé), mit Eischnee zubereitet. Seit dem 17. Jahrhundert nach französischem Vorbild entwickelt;
- Makiełki und Makówki – Mohnnudeln (aus Zentralpolen) und Mohnpielen (aus Schlesien).

Typische Beilagen:
- Kopytka – („kleine Hufe“); kleinere rautenförmige Kartoffel-Mehl-Klöße;
- Pampuchy, Kluski na parze oder Pyzy drożdżowe – dampfgegarte Hefeklöße;
- Kluski śląskie – („schlesische Klöße“), kleinere Kartoffelklöße mit charakteristischer Vertiefung in der Mitte;
- Krokiety – („Kroketten“); kleingefaltete und panierte Eierpfannkuchen mit verschiedenen Füllungen, zu Suppen und Pilzgerichten;
- Kołaczyki – rundes Hefegebäck mit in der Mitte hervortretender Zwiebel- oder Sauerkrautfüllung, regional (Tatra) auch mit Bryndza-Füllung, ebenfalls zu Suppen und Pilzgerichten. In der süßen Variante mit Weißkäse-, Zwetschgen- oder Apfelfüllung.

Andere Beilagen und typische Suppeneinlagen:
- Uszka – („Öhrchen“); muschelförmige Teigtäschchen mit verschiedenen Pilzfüllungen als Einlage etwa in rotem Barszcz;
- Makaron – („Nudeln“); Bandnudeln, etwa in Makiełki oder zu Pilz-, Tomaten- oder Fruchtsuppen;
- Kluski kładzione – („gelegte Nudeln“); nockenartige Nudeln aus dickerem Eierteig, als Beilage oder Suppeneinlage;
- Kluski lane oder Lane ciasto – („gegossene Nudeln“); in Suppe verquirlter dünner Eierteig.

## Beilagen und Saucen

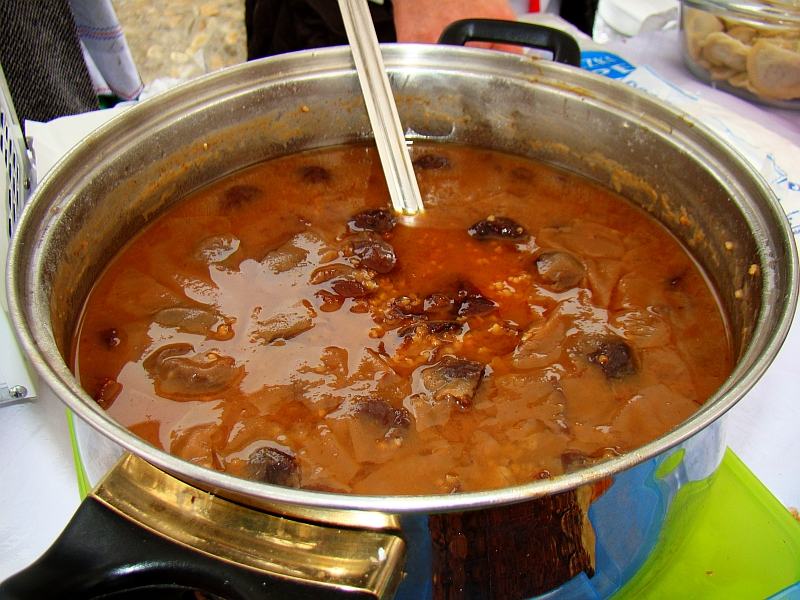
Brei nach Kapuziner Art – die traditionelle Oberländische Weihnachtsküche – Gebackene würzige Grütze mit Pilzsoße

Eine urpolnische Beilage zu Fleisch und Pilzen ist gekochter und gebackener Brei (Kasza, altpol. Breja), eine landestypische Grütze aus Buchweizen, die in Polen jahrhundertelang die Grundlage der Ernährung bildete. Traditionsgemäß sollte man dafür gerösteten Buchweizen kochen und anschließend im Ofen erneut rösten, um die Kasza dann mit glasierten Zwiebeln und ausgelassenen Speckwürfeln zu servieren. Heute gibt es sie allerdings auch aus dem Kochbeutel.
Neben Teigprodukten und Kasza sind Kartoffeln und Reis andere typische Beilagen. Kartoffeln werden häufig gestampft zubereitet. Salzkartoffeln werden auch gerne gereicht, während Pellkartoffeln nicht übermäßig häufig gegessen werden. Reis spielt in der polnischen Küche als Beilage und Zutat eine vergleichsweise größere Rolle als etwa in der deutschen oder österreichischen Küche.
Zu den klassischen Soßen zählen insbesondere die polnischen Saucen auf Grundlage von Fleisch- oder Fischsud, Lebkuchen, Rotwein, Mandeln und Rosinen, aber auch Meerrettichsauce (Sos chrzanowy), Wacholdersauce (Sos jałowcowy) und Tomatensauce (Sos pomidorowy).

## Backwaren und Süßwaren
Brot (chleb) ist ein zentraler Bestandteil der polnischen Esskultur. Polnisches Brot wird traditionell mit Sauerteig hergestellt, allerdings werden heute auch andere Backtriebmittel eingesetzt. Die verbreitetsten Brotsorten sind Mieszane pieczywo (Weizenmischbrot), chleb biały (Weißbrot), chleb graham (Grahambrot) und chleb razowy (Vollkornbrot). Weitere gängige Backwaren in Polen sind bułka (Brötchen) und rogal oder rogalik (Hörnchen), die jeweils wesentlich größer ausfallen können als ihre deutschen Gegenstücke, während Brotlaibe im Vergleich meist kleiner sind. Auch die drożdżówka (süßes Brötchen aus Hefeteig oder Plunderteig, etwa mit Weißkäse, Mohn, Heidelbeeren, Zwetschgen, Rhabarber oder Fruchtmarmelade) gibt es überall zu kaufen.

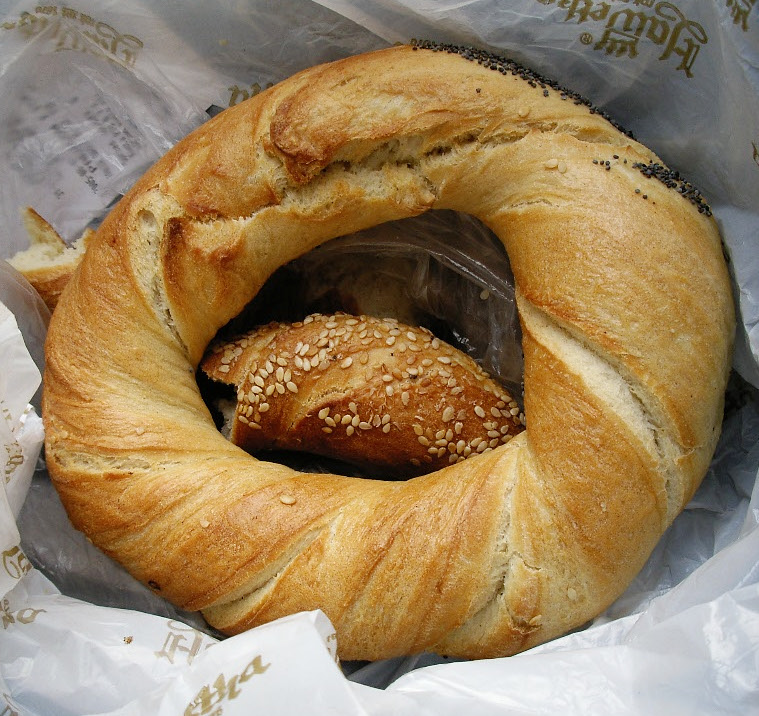
Obwarzanek – ein bekanntes Brotgebäck

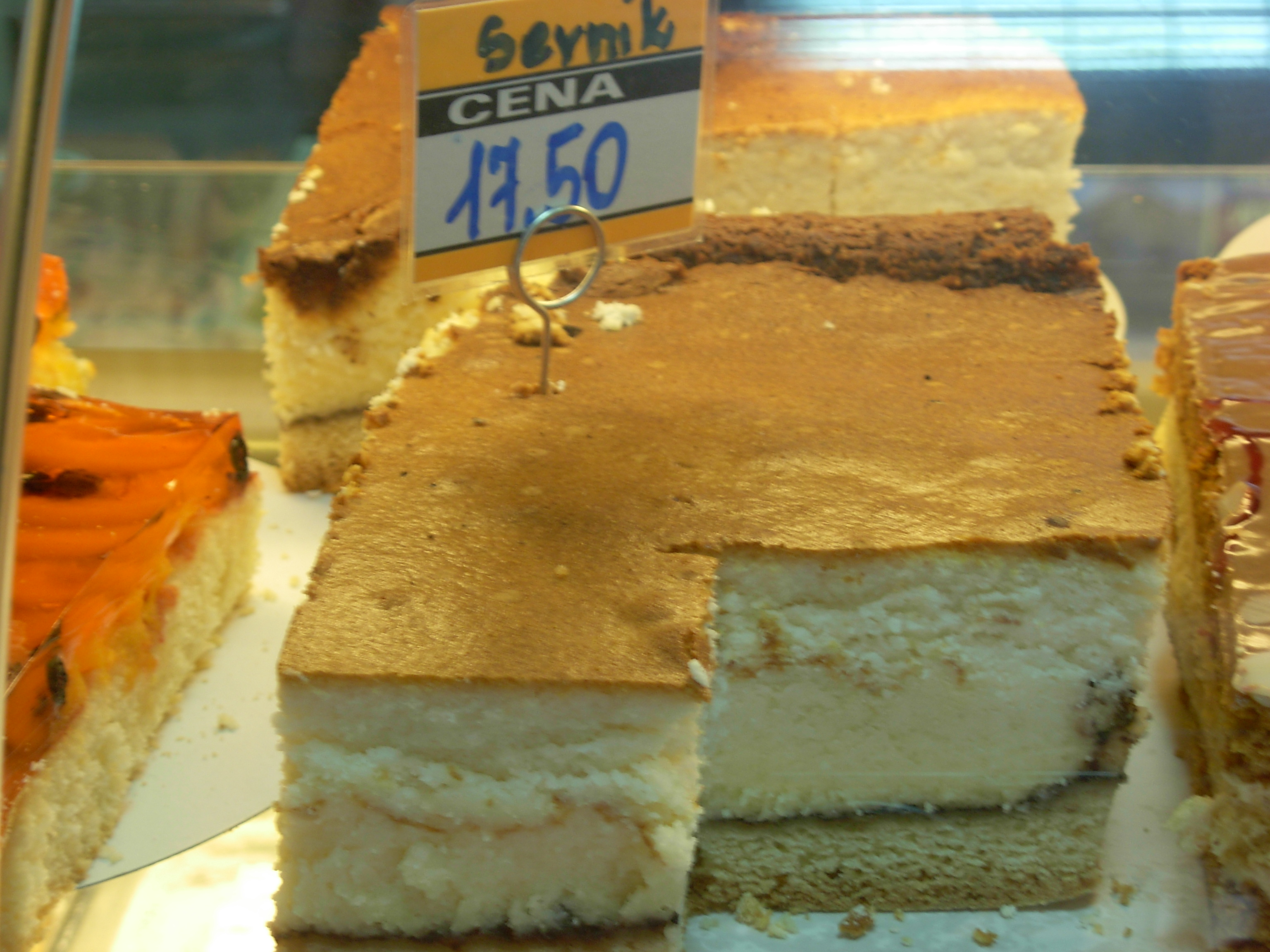
Sernik – Käsekuchen

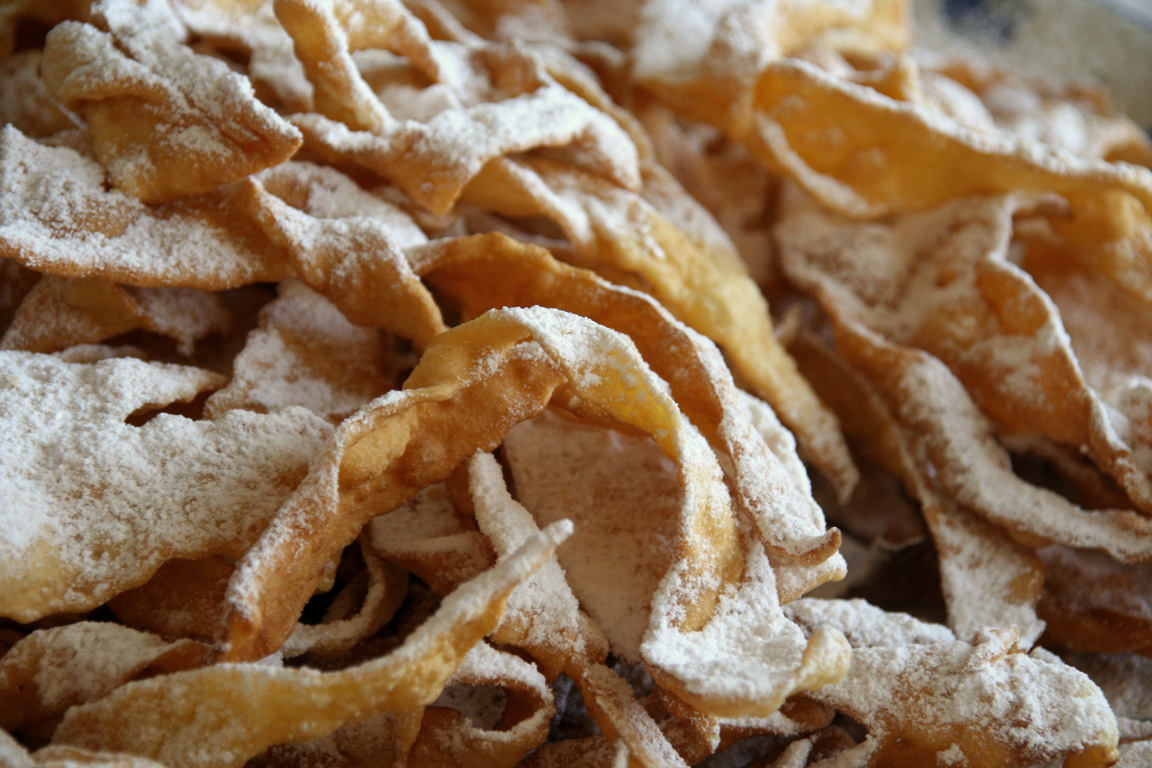
Faworki (kleinpol. Chrust) – typisches Schmalzgebäck

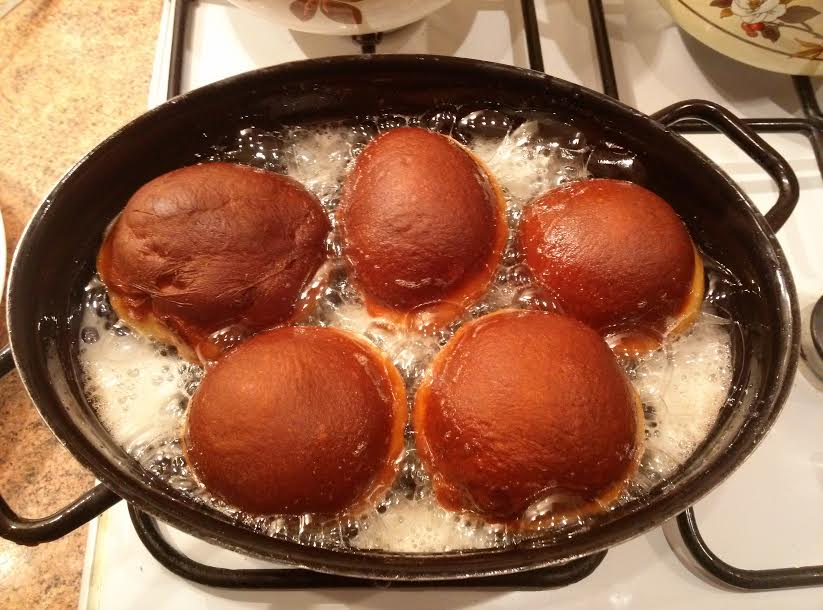
Pączki

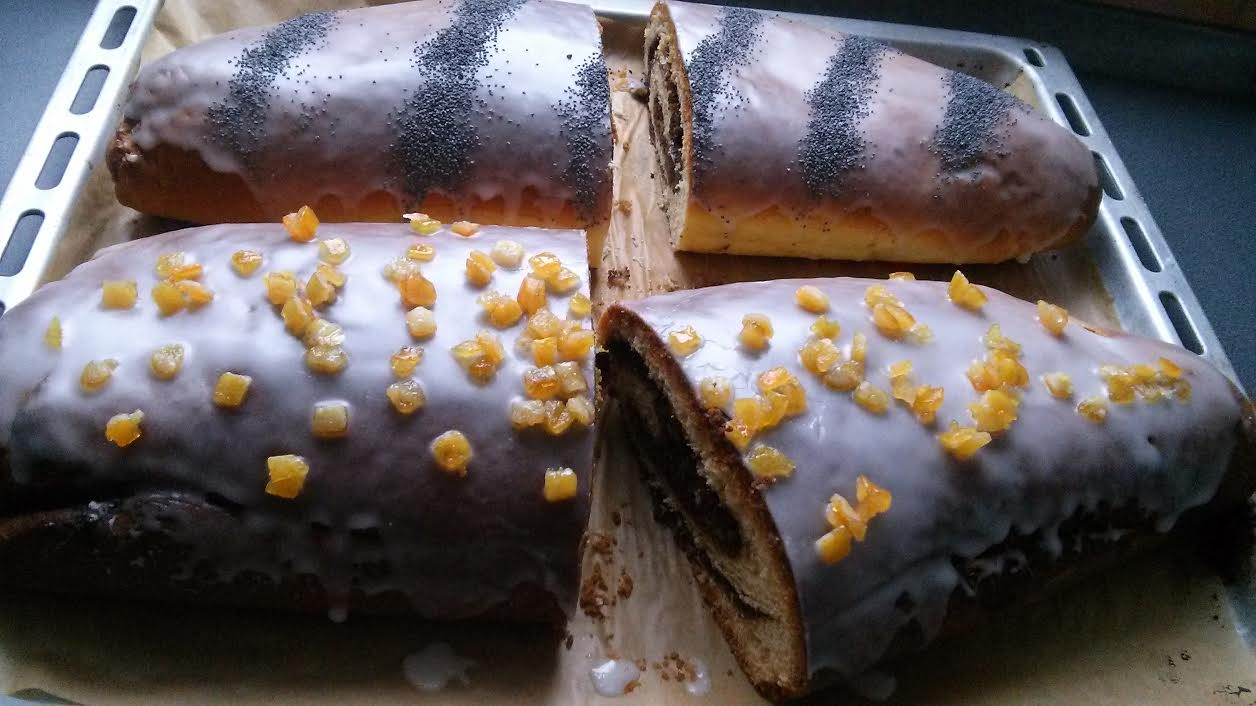
Makowiec

Zu den besonderen Spezialitäten zählen Obwarzanek und Bagel (Bajgiel), ringförmige Backwerke aus abgekochtem Hefeteig, die beide ursprünglich aus Krakau stammen. Die älteren Obwarzanki haben den größeren Durchmesser und sind gedreht, während die seit dem 17. Jahrhundert bekannten Bajgle kleiner und weicher sind und vor allem der jüdischen Küche angehören. Die chałka (Hefezopf) wurde aus der jüdischen Tradition in die polnische Backkultur übernommen; ihr Vorbild ist die Challa, ein altes Sabbatgebäck. Aus der altslawischen Tradition stammt der Podpłomyk, ein dünner Teigfladen mit eingeschlagenen Rändern, der häufig pikant belegt ist und ähnlich aussieht und heißt wie der Flammkuchen. Ebenfalls pikant belegt ist die Zapiekanka, eine mit Käse überbackene halbe Weißbrotstange.
Kuchen (placek) spielt in Polen eine wichtige Rolle und wird im Alltag fast täglich gegessen. Ebenso wie andere Konditoreiwaren ist er auch Bestandteil der polnischen Geschäftskultur. Die beliebtesten Kuchensorten gibt es jeweils in verschiedenen Varianten, typisch sind:
- Sernik – Käsekuchen, aus Weißkäse, häufig mit Schokoladenglasur;
- Makowiec oder Makownik – traditioneller Mohnkuchen aus Hefe- oder Mürbeteig und Mohnmasse; als glasierter Wickelkuchen (Weihnachtstradition) oder als Blechkuchen;
- Mazurek – traditioneller Mürbekuchen mit Marmelade unter einem Teiggitter und/oder Glasur (Ostertradition).[9]
- Babka – klassischer großer Hefekuchen mit Glasur (Ostertradition); auch Bezeichnung für kleinere Napfkuchen;
- Placek – Streuselkuchen oder Blechkuchen, meist als Hefe- oder Mürbekuchen mit Obst oder Rosinen;
- Szarlotka oder Jabłecznik – gedeckter Apfelkuchen;
- Piegusek – Mohnkuchen aus mohnhaltigem Rührteig oder Biskuitteig, mit Puderzucker oder Glasur;
- Murzynek – Schokoladenrührkuchen mit Schokoladenglasur;
- Kołacz – runder Hefekuchen mit Käse- und/oder Mohnfüllung, ursprünglich ein brotartiges slawisches Festgebäck;
- Keks – schwerer Rührkuchen mit Trockenfrüchten und Nüssen, meist zu Weihnachten;
- Piernik – Kuchen aus Lebkuchenteig und Nüssen, häufig mit Füllung, ebenfalls vorwiegend zu Weihnachten.

Zu besonderen Anlässen werden Torten gekauft, von denen es viele verschiedene gibt. Tradition haben unter anderem Tort orzechowo-migdałowy (Nuss-Mandel-Torte, ohne Mehl), Tort kruchy (Mürbe Torte), Tort makowy (Mohntorte), Tort królewski (Sahnetorte mit mehreren Schokoladenbiskuitböden), Tort orzechowy (Walnusstorte), Tort kawowy (Kaffeetorte) und Tort malinowy (Himbeertorte). Auch zahlreiche ausländische Torten sind bekannt.
Eine Besonderheit stellen Feingebäck und Konfekt dar. Das entsprechende Angebot ist reich, als klassisch gilt eine ganze Reihe von Produkten: Pączki (glasierte Krapfen), Faworki (Schmalzgebäck vor der Fastenzeit), Ptyś (Windbeutel), Eklerka (Éclair), Napoleonka oder Kremówka (Sahnecremeschnitte mit Blätterteig), Karpatka (Puddingcremeschnitte mit Brandmasse), Wuzetka (Sahneschnitte mit Marmelade und Schokoladenbiskuit), Rurki (Sahnetüten), Belwederki (Blätterteiggebäck), Baletki (Sandgebäck), Łamańce z makiem (Mürbeteigstangen in Mohn, traditionell zu Weihnachten), Michałki (Schokoladenkonfekt), Kasztanki (Schokoladenkonfekt), Krówki (Milchkaramellbonbon), Sezamki (Sesamblättchen) oder Chałwa (Halva).
Zu den bekanntesten Backspezialitäten aus den Regionen zählen Toruńskie pierniki (Thorner Lebkuchen aus Toruń), Rogal świętomarciński (Martinshörnchen mit Weißmohnfüllung aus Posen), Andruty kaliskie (Waffeln aus Kalisz), Kołocz śląski (Streuselkuchen aus Schlesien), Begle (Schmalzringe aus Schlesien), Ruchanki (Hefepfannkuchen aus der Kaschubei), Pieróg biłgorajski (Kartoffel-Buchweizen-Kuchen aus Biłgoraj) oder Pasztecik szczeciński (kleinere Hefepastete aus Stettin).
Auch Kulebiak, eine traditionelle große Hefepastete aus Ostpolen, sowie Sękacz, traditioneller Baumkuchen aus Masuren und Podlachien, sind regionale Spezialitäten, die heute jedoch landesweit konsumiert werden.

## Getränke

### Nichtalkoholische Getränke
Getrunken wird in Polen sehr viel mehr Tee (herbata) als Kaffee (kawa), nicht nur zum Frühstück, sondern auch am Nachmittag und am Abend. Oft wird der Tee, meist schwarzer Tee, mit Zitrone und Zucker serviert.
Doch auch Kaffee ist seit dem 18. Jahrhundert populär. Meist trinkt man in Polen entweder fein gemahlenen, im Glas gebrühten Kaffee (kawa sypana oder kawa po turecku) oder aber löslichen Kaffee (kawa rozpuszczalna). Beides jeweils nach Belieben mit Zucker und Milch oder Sahne. Filterkaffee (kawa z ekspresu) gewinnt aber vor allem in Großstädten immer mehr an Verbreitung. Getrunken wird auch Getreidekaffee (kawa zbożowa).
Kaffee und Tee werden oft in Gläsern serviert. Zu den Mahlzeiten gibt es neben Mineralwasser häufig Buttermilch, (das Getränk) kompot oder die Mehlspeise (Stärkespeise) Kissel.

### Alkoholische Getränke

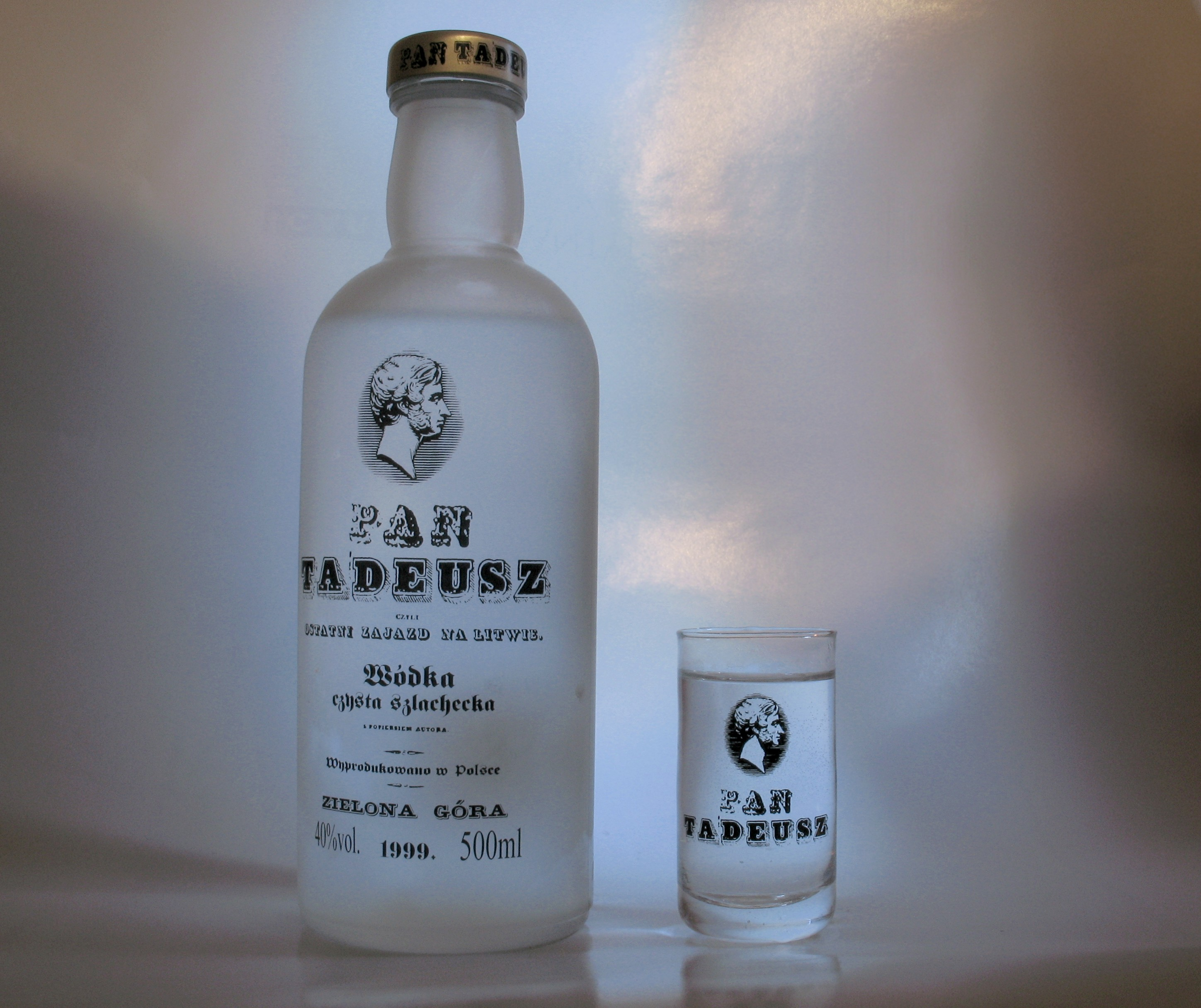
Polnischer Wodka

Bekannt ist Polen für seine Herstellung von Wodka (wódka). Die weltweit erste schriftliche Erwähnung des Getränks erfolgte 1405 in einem Dokument aus Sandomierz (Südostpolen), und vermutlich ist Polen seine Urheimat. Bekannte Marken sind: Chopin, Belvedere, Sobieski, Wyborowa, Żubrówka. Wodka wird in der Regel pur getrunken. Mittlerweile gilt ein 4cl-Glas als Bar-Standard. Noch in den 1990er-Jahren war es üblich, 50- bis 100-Milliliter-Gläser zu ordern. Heutzutage sind das Sonderwünsche, die jedoch von allen Gastronomen bedenkenlos erfüllt werden.
Żubrówka ist Wodka, der auf Basis von Bisongras hergestellt wird und dadurch ein besonderes Aroma erhält. In Deutschland kennt man ihn meist unter der Marke Grasovka. Der polnische Name leitet sich vom Wort żubr (Wisent) ab – im Nordosten und Norden Polens sowie auf der Insel Wolin leben wieder ausgewilderte Wisente in urwaldähnlichen Nationalparks. Żubrówka wird pur oder mit Apfelsaft getrunken. Orzechówka (von orzech = Nuss) wird aus noch grünen, weichen Walnußfrüchten hergestellt. Die Früchte werden in Würfel zerschnitten und mit Branntwein übergossen. Empfohlen wird die Beigabe von Gewürznelken und Zucker nach Geschmack. Nach einem halben Jahr entsteht ein dunkelbrauner Likör. Die ausgelaugten, knusprigen Nüsse sind auch essbar. Eine weitere Besonderheit ist Kräuterwodka. Der Verbrauch von Branntweinerzeugnissen ist in den vergangenen Jahrzehnten allerdings geringer geworden.
Polen gilt aber auch als Land der Biere. Bier (piwo) wird nach verschiedenen Brauarten gebraut, beliebter sind die weniger herben Sorten. Fast jede größere Stadt hat eine eigene Brauerei. Hinzu kommen Traditionsbrauereien, von denen einige auf eine jahrhundertealte Geschichte zurückblicken. Bekannte Marken sind u. a. Żywiec, Okocim, Piast, Warka, Lech, Tyskie, EB. Sehr beliebt, vor allem bei Frauen, ist es, Bier mit einem Fruchtsirup gemischt zu trinken. Bier mit Cola gemischt ist hingegen eher unbekannt. 2005 betrug der durchschnittliche Bierkonsum 80,4 Liter pro Kopf.
Wein (wino) wird seltener getrunken als Bier und hat nicht denselben Status wie Wodka, ist jedoch seit dem Mittelalter Teil der nationalen Kultur. In früheren Jahrhunderten wurde Wein überwiegend aus Ungarn bezogen, da Weinbau zwar in Kleinpolen und Schlesien („Grünberger“) traditionell verbreitet ist, bis heute jedoch nur in geringem Umfang betrieben wird. Allerdings ist für die mittlere Zukunft eine starke Ausweitung der polnischen Rebflächen vorgesehen. Im 19. und frühen 20. Jahrhundert wurde auch im ehemaligen Ostpolen, am Dnjestr und einigen seiner Zuflüsse, Wein angebaut. Bis zum Zweiten Weltkrieg gehörte der Weinhandel in Polen zu den Domänen jüdischer Kaufleute.
Heute hat neben italienischen und französischen Sorten slowakischer trockener Rotwein einen besonderen Stellenwert. Mit dem Eintritt in die Europäische Union sind die Preise für Wein gefallen, europäische oder amerikanische Markenweine gehören jedoch noch immer zu den relativ teuren Gütern. Bevorzugte Geschmacksausrichtung bei Weinen ist halbtrocken bis sehr lieblich, nur einige Rotweinsorten werden trocken ausgebaut bevorzugt. Vor 1989 gab es in Polen hauptsächlich sehr süße bulgarische Weine, sie sollten den Wodkakonsum verdrängen.

## Siehe auch

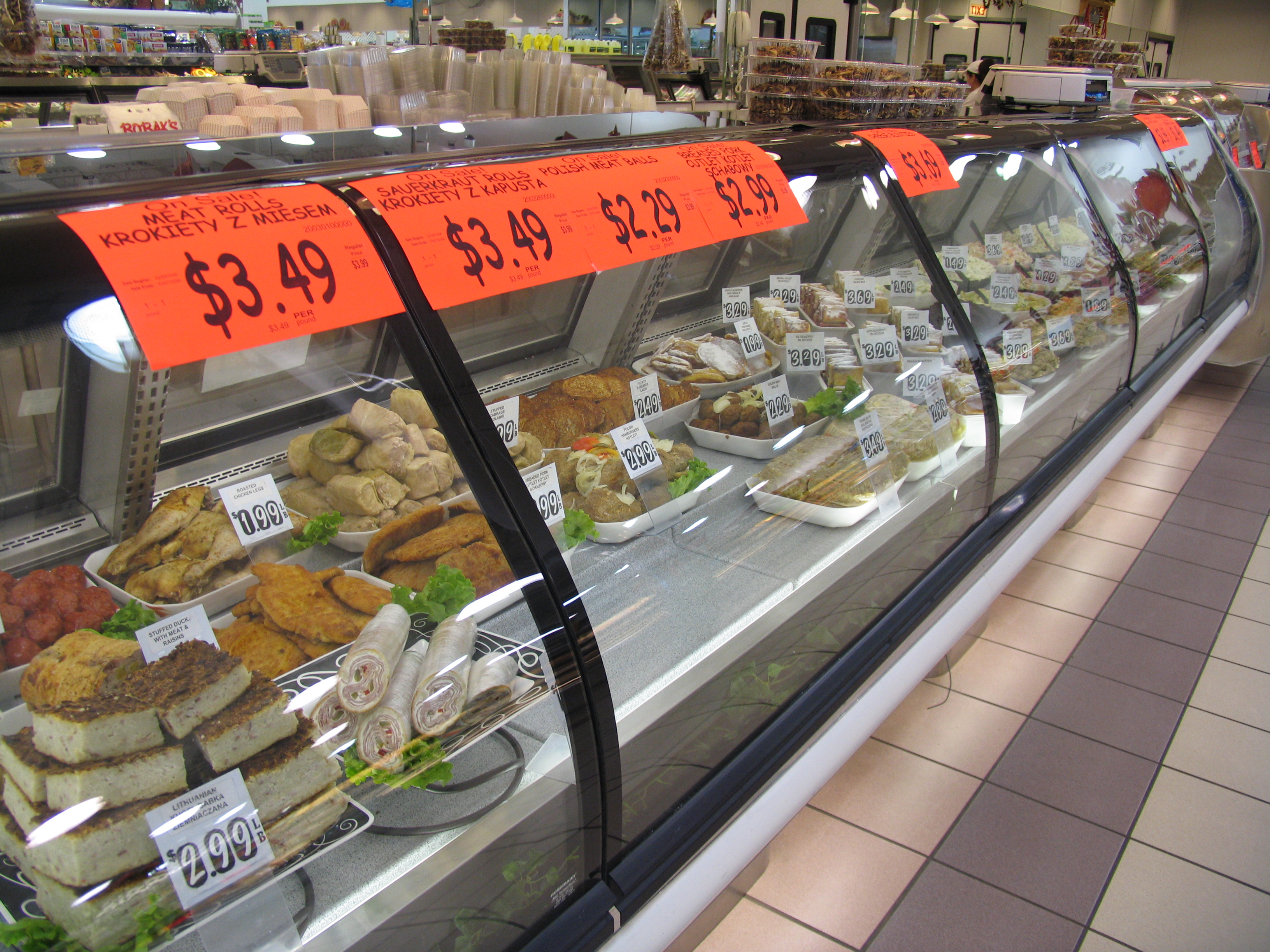
Eine polnische Spezialitätentheke in Chicago

### Einführungen
- Robert Strybel, Maria Strybel: Polish Heritage Cookery. New York 1993, ISBN 0-7818-1124-4.
- Bridget Jones: Polnische Küche. Köln 1999, ISBN 3-89508-442-5.
- Anne Applebaum: From a Polish Country House Kitchen: 90 Recipies for the Ultimate Comfort Food. San Francisco 2012, ISBN 978-1-4521-1055-4.
- Maria Lemnis, Henryk Vitry: Altpolnische Küche und polnische Tischsitten. Warschau 1984, ISBN 83-223-1817-0.

### Historische Texte
- Stanisław Czarniecki: Compendium ferculorum abo Zebranie potraw. (Erstveröffentlichung: Krakau 1682).
- Paul Tremo: Nauka dokładna sposobów warzenia i sporządzania potraw. unveröffentlicht, 18. Jahrhundert.
- Jan Szyttler: Kuchnia myśliwska. Warschau 1989 (Erstveröffentlichung: 1823).
- Jędrzej Kitowicz: Opis obyczajów za panowania Augusta III. Warschau 1985 (Erstveröffentlichung: Vilnius 1840).